# Шурер, Хаим
Хаим Шурер (ивр. חיים שוּרֶר‎; 1 (13) мая 1895, Ободовка,  Ольгопольский уезд, Подольская губерния — 13 февраля 1968, Петах-Тиква, Израиль) — деятель социалистического сионизма, журналист и писатель подмандатной Палестины и Израиля. Депутат Всемирных сионистских конгрессов, главный редактор газеты «Давар» в 1953—1966 годах.

## Биография
Родился в 1895 году в Ободовке (Подолье) в семье тульчинского мещанина Меера Хаимовича Шурера и Хаи-Суры Шурер (в девичестве Дубинской), не позднее 1901 года поселившихся в Кишинёве. Учился в хедере и гимназии в Кишинёве, затем в одесской ешиве. Под влиянием Иосифа Шпринцака и Хаима Вайсадлера рано заинтересовался идеями рабочего сионизма и журналистикой. Принимал активное участие в молодёжном сионистском движении, в 1910 году принял участие в создании в Кишинёве общества «Нес-Циона», в число руководителей которого затем входил. В 1911 году в петербургском журнале «Рассвет» была опубликована статья Шурера о судебном процессе над директором библиотеки в Кишинёве, которая была центром еврейской общинной деятельности и в которой обнаружились запрещённые книги. В следующем году Шурер как корреспондент освещал события дела Бейлиса.
В 1913 году переехал в Палестину. Занимался сельскохозяйственными работами в еврейских поселениях в Галилее и Иудее, затем в мошаве Нахалаль, одновременно продолжая журналистскую деятельность. Занимался также художественной литературой, сочинял рассказы из кибуцной жизни и пьесы. Некоторые из произведений Шурера опубликовал Й. Х. Бренер в журнале «Ха-Адама» (одна из пьес была также поставлена на сцене в 1920 году с самим автором в главной роли). С 1922 года входил в редколлегию газеты «Ха-Поэль ха-Цаир», с 1926 года — в секретариат одноимённой социалистической сионистской партии (позже в составе секретариата объединённой партии МАПАЙ). Неоднократно выезжал за границу по делам сионистских организаций: в 1925 году в Польшу по заданию Еврейского национального фонда, в 1928 году в Польшу и Румынию по делам Гистадрута и «Керен ха-Йесод», в 1933—1934 годах в Галицию по делам партии МАПАЙ. Делегат 12-го, 15-го, 18-го, 20-го и 22-го Всемирных еврейских конгрессов, в 1947 году участвовал также в конгрессе Социнтерна в Антверпене. Работал в исполкоме Всемирной сионистской организации. В 1942—1944 годах служил в британской армии в составе еврейского зенитного подразделения.
Как журналист, помимо «Ха-Поэль ха-Цаир», публиковался в газете «Давар» и в зарубежной еврейской прессе (в том числе в нью-йоркской «Форвертс»). Совместно с Элиэзером Шохатом издал 13 томов антологии избранных материалов «Ха-Поэль ха-Цаир». Как в «Ха-Поэль ха-Цаир», так и в «Давар» обеспечивал значительные объёмы публицистических статей и фельетонов. С 1936 года был членом редакции «Давар», а в 1953 году стал главным редактором этой газеты, занимая эту должность до 1966 года. Издал несколько сборников публицистики и художественной прозы, в том числе книгу «40 дней в Советском Союзе», написанную по следам визита в эту страну в 1954 году, после смерти Сталина, и удостоенную премии имени Соколова.
В первом браке с Замирой Семеновской родился сын Зиви, во втором браке, с Иехудит Модзалевич, — сын Эран и дочь Сивана. Оба сына Шурера пошли по стопам отца, став журналистами. Скончался в феврале 1968 года в больнице «Бейлинсон» после продолжительной болезни, похоронен на кладбище «Кирьят-Шауль» в Тель-Авиве.

## Публикации
- בסרביה (Бессарабия). Тель-Авив, 1941[9].
- שריי, מיין ליב פאלק: אונזער חוב צו די אידן אין ראטנפארבאנד (Возопи, мой любимый народ: наш долг евреям Советского Союза, идиш). Тель-Авив, 1955[10].
- הפוגרום בקישינוב: במלאות 60 שנה: פסח תרס"ג-תשכ"ג... תולדות, עדויות, מיסמכים, רשמים, תגובות, פעולות, הערכות, צילומים. האגוד העולמי של יהודי בסרביה (Кишинёвский погром: к 60-летней годовщине. Всемирный союз бессарабских евреев). Тель-Авив, 1963.